# Julie McCrossin
Julie Elizabeth McCrossin (nacida el 2 de octubre de 1954) es una locutora de radio, periodista, comediante, comentarista política y activista australiana por los derechos de las mujeres y los homosexuales. Es conocida por su papel como capitana del equipo en el programa de preguntas y comedia basado en noticias Good News Week entre 1996 y 2000.

## Vida privada
Nacida en 1954, McCrossin creció en Sydney. Tuvo problemas con el alcohol en su juventud y se describía a sí misma como una "bebedora empedernida" antes de dejar de beber por completo a los 24 años.  Vive con su pareja de muchos años, Melissa Gibson, y los dos hijos de Melissa de una relación anterior. McCrossin se educó en SCEGGS Darlinghurst, la Universidad de Sydney (BA), Sydney Teachers College (DipEd) y la Universidad de Tecnología de Sydney (GradDipEd). Más tarde regresó a la universidad y obtuvo una licenciatura en Derecho de la Universidad de Nueva Gales del Sur .

## Carrera
McCrossin, que describe su trabajo como "[hablar] para ganarse la vida", comenzó su carrera en el teatro infantil.  Desde mediados de la década de 1970 ha estado involucrada con el movimiento de liberación gay, incluida la manifestación de 1975 frente a la misa dominical en la Catedral de Santa María contra el despido del portavoz de CAMP, Mike Clohesy, de su puesto de profesor en Marist Brothers, Eastwood. También participó en las protestas de 1978 que se convirtieron en el Mardi Gras de Gays y Lesbianas de Sídney y ha abogado por la legalización del matrimonio entre personas del mismo sexo en Australia . McCrossin forma parte del grupo conocido como los “ 78ers ” que participaron en los acontecimientos de Sydney en 1978, incluido el primer Mardi Gras, protestas en Darlinghurst y las comisarías centrales de policía y el Tribunal Central, y marchas por la ciudad.    En 1981 publicó Mujeres, wimmin, womyn, womin, Whipets-Sobre el separatismo lésbico, una crítica de algunos aspectos del movimiento separatista feminista de la época desde una perspectiva anarcofeminista . 
McCross en su primer trabajo de transmisión en "Gaywaves" para la estación de radio comunitaria 2SER. Comenzó a trabajar para Radio Nacional de ABC en 1983, inicialmente como presentadora del programa de radio femenino The Coming Out Show y luego como presentadora de otros programas, incluidos "The Arts Show" y "Background Briefing". Entre 2000 y 2005 presentó el programa de temas sociales " Life Matters ", inicialmente con Geraldine Doogue y luego como presentadora solista. En 2005, 702 ABC Sydney la eligió para reemplazar a la popular presentadora Angela Catterns en el turno matutino,  sin embargo, un mes después de comenzar, McCrossin renunció por razones de salud (cáncer de cuello). "Las primeras horas de la mañana me resultaron muy difíciles y eso afectó mi salud y, a pesar de su deseo de que me quedara, tomé la decisión de que simplemente no es bueno para mi salud", dijo. Entre 1996 y 2000, McCrossin participó semanalmente en la comedia televisiva de noticias Good News Week como capitán de uno de los dos equipos competidores. También fue copresentadora de la cobertura televisiva de los desfiles de Mardi Gras de gays y lesbianas de Sydney de 2002, 2009  y 2010.  En 2009, McCrossin fue nombrada una de las 25 lesbianas más influyentes de Australia por los lectores del sitio web Samesame.com.au. 

## Filantropía
En 2014, McCrossin participó en una recaudación de fondos de Coastrek para promover la Fundación Fred Hollows y crear conciencia sobre los problemas de salud en las comunidades desatendidas y en la Australia indígena. Con la ayuda de McCrossin, Coastrek recaudó 2,6 millones de dólares en fondos para la organización sin fines de lucro.  McCrossin se convirtió en un distinguido embajador de la Fundación Fred Hollows. 